# وارتبرگ اوبدر آیست
وارتبرگ اوبدر آیست (به آلمانی: Wartberg ob der Aist) یک منطقهٔ مسکونی در اتریش است که در ناحیه فرایشتات واقع شده‌است. وارتبرگ اوبدر آیست ۱۹٫۴ کیلومتر مربع مساحت دارد ۴۷۷ متر بالاتر از سطح دریا واقع شده‌است.

## خواهرخوانده
شهر وودنانی خواهرخواندهٔ وارتبرگ اوبدر آیست هست.